# Réseau de gaz

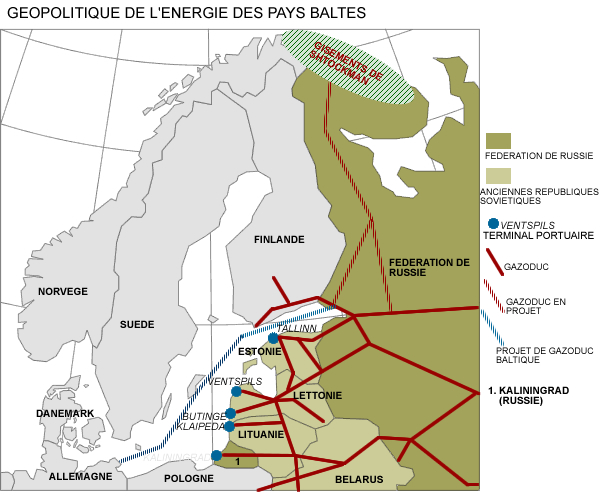
Le réseau de gaz autour de la Mer Baltique.

Un réseau de gaz est un ensemble de gazoducs pour transporter le gaz des points d’injection et de production jusqu'aux lieux d’utilisation.

## Présentation
Le réseau de gaz se décompose en plusieurs étapes : la production, le transport, le stockage, la distribution et enfin la fourniture du gaz,, :
- la première étape s'occupe de la recherche de gisement, de son exploitation, et du traitement du gaz ;
- la deuxième occupe une place intermédiaire entre le lieu de production et le lieu de distribution du gaz, les outils utilisés sont soit des gazoducs, soit des méthaniers ;
- la troisième s'occupe des variations de consommation de gaz, notamment en raison des saisons, les méthodes de stockage sont soit souterraines à l'aide de cavités naturelles ou artificielles, soit aériennes à l'aide de réservoirs ;
- la quatrième s'occupe de la gestion et de la maintenance de l'alimentation des consommateurs en gaz ;
- la cinquième concerne les sociétés achetant du gaz à d'autres sociétés dans le but de le revendre à d'autres consommateurs.

Le réseau de gaz est également un secteur économique à coût fixe très élevé et à coût marginal faible.

## Les réseaux dans le monde

### En Europe
La société française GRDF est le principal distributeur de gaz en Europe. La société distribue par exemple 96 % du gaz naturel sur le territoire français.

#### France
Le gaz consommé en France est presque entièrement importé.